# Craiva, Arad
Craiva (în maghiară Bélkiráymező) este satul de reședință al comunei cu același nume din județul Arad, Crișana, România.

## Așezare
Localitatea Craiva este situată în zona de contact a câmpiei înalte a Susagului cu Dealurile Mărăușului și Munții Codru-Moma, pe cursul râului Sartiș, la o distanță de 85 km față de municipiul Arad.

## Istoric
Prima atestare documentară a localității Craiva datează din anul 1344. 

## Economie
Deși economia este una predominant agrară, în ultima perioadă sectorul economic secundar și terțiar au avut evoluții ascendente. Oamenii din comuna dispun de exploatarea pădurii care se întinde pe o rază de 10 km.

## Turism
Pentru turiști, Craiva reprezintă un areal de mare atracție datorită pitorescului Văii Mărăușului, și a pădurilor sale.